# Kathedrale St. Paul (Mdina)

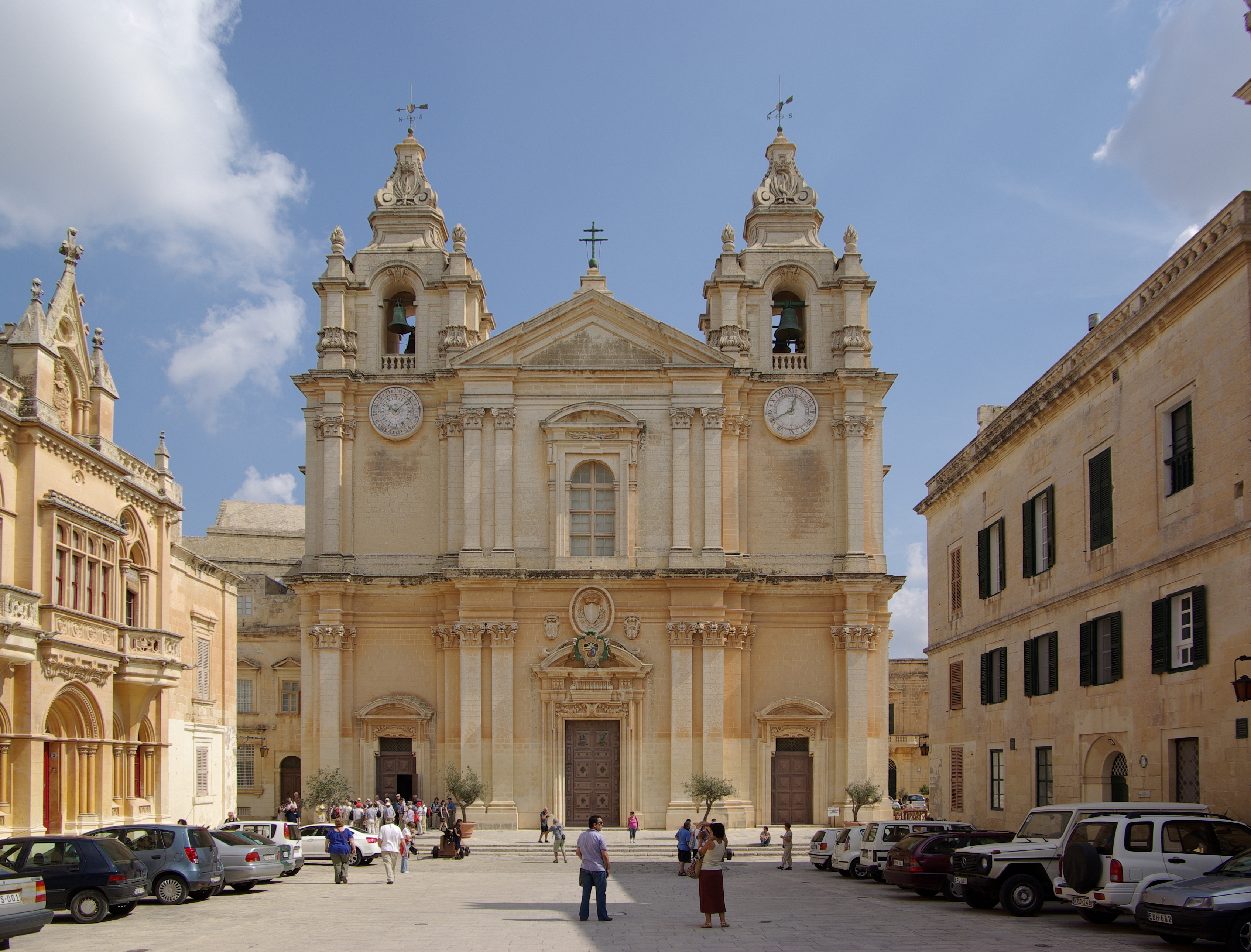
Kathedrale St. Paul (Mdina)

Die Kathedrale St. Paul in Mdina ist die ursprüngliche Bischofskirche des römisch-katholischen Erzbistums Malta. Seit 1816 teilt sie diese Funktion mit der Co-Kathedrale St. Johannes.

## Geschichte
Nachdem die alte normannische Kathedrale 1693 bei einem Erdbeben zerstört worden war, wurde der maltesische Architekt Lorenzo Gafà mit dem Bau einer neuen Kirche beauftragt. Lediglich die Apsis blieb vom Vorgängerbau erhalten. Die heutige Kirche wurde ab 1697 errichtet und am 8. Oktober 1702 von Bischof Davide Cocco Palmieri geweiht.
Hinter der schlichten doppeltürmigen Fassade mit korinthischen Säulen verbirgt sich ein prächtiger barocker Innenraum mit vielen Wand- und Deckenfresken. Das Taufbecken, das Portal und andere Ausstattungsstücke wurden aus irischem Holz geschnitzt. Die aktuelle Innenbemalung der Kuppel stammt aus den 1950er Jahren. Sie zeigt den Schiffbruch des Apostels Paulus an der Insel Malta (Apg 27,27  bis Apg 28,10 ). Von seinem Aufenthalt auf der Insel leitet sich das Patrozinium der Kathedrale her.
Das Altarbild wurde von Mattia Preti geschaffen. Es stellt die Bekehrung des Saulus zum Paulus auf dem Weg nach Damaskus dar. Christus erscheint dem ängstlich am Boden liegenden späteren Apostel.
Am Vorbild von St. Paul orientierten sich später alle Architekten bei der Planung neuer Kirchen auf Malta. Barockstil, Vierungskuppel und Doppelturmfassade blieben bis weit ins 19. Jahrhundert für jeden maltesischen Kirchenbau maßgeblich. Der Innenraum ist zum großen Teil mit Marmor ausgekleidet, der Boden mit farbigen Marmorgrabplatten ausgelegt. Die Lampen stammen aus Venedig, die Orgel aus Frankreich. Sie ist original und wird nahezu jeden Tag gespielt.
Im Kathedralmuseum befindet sich eine Sammlung von Silbertellern und -münzen sowie eine Ausstellung von Kupferstichen und Holzschnitten Albrecht Dürers.